# Pietro Milio
Pietro Milio (Capo d'Orlando, 28 febbraio 1944 – Palermo, 19 giugno 2010) è stato un avvocato e politico italiano.

## Biografia
Laureato in giurisprudenza all'università di Palermo, avvocato penalista del foro di Palermo, ha difeso tra gli altri Bruno Contrada e il generale Mario Mori.
Aderente al Partito Liberale Italiano e poi al Partito Radicale, viene eletto alla Camera dei deputati nel 1994 nelle liste del Patto Segni nel proporzionale, collegio Sicilia occidentale.
Alle successive elezioni del 1996 diventa senatore della XIII Legislatura, unico esponente della Lista Pannella-Sgarbi, in quanto nel suo collegio non viene presentato nessun candidato del Polo delle Libertà.
Nel 2005, non condividendo il progetto della Rosa nel Pugno aderente al centrosinistra, partecipa alla costituzione del movimento dei Riformatori Liberali di Benedetto Della Vedova.
Muore per infarto il 19 giugno 2010, durante un convegno sullo stalking organizzato al Castello Utveggio di Palermo.